# Halmahera
Halmahera (dawniej: Djailolo, Jailolo, Jilolo, Gilolo) – wyspa w Indonezji, największa w archipelagu Moluki.
Leży w północnej części Moluków (prowincja Moluki Północne); oblewana przez: Morze Moluckie (od zachodu), Morze Seram (od południa), Morze Halmahera (od południowego wschodu) oraz Ocean Spokojny (od wschodu i północy). Oddzielona cieśniną Morotai od wyspy Morotai, cieśniną Patinti od wyspy Bacan; cieśniną Jailolo od wyspy Gebe; otoczona wieloma mniejszymi wyspami.
Halmahera ma nieregularny, rozczłonkowany kształt, na który składają się cztery półwyspy. Powierzchnia (według różnych źródeł) wynosi 17 780 km² lub 18 039,6 km²; długość linii brzegowej 1607,2 km; linia brzegowa bardzo dobrze rozwinięta, z trzema wielkimi zatokami (Kao, Buli i Weda) i wieloma mniejszymi; powierzchnia górzysta (Gunung Gamkunoro lub Gamkonora 1635 m n.p.m.), na wybrzeżach wąskie niziny; klimat równikowy wilgotny, roczna suma opadów 2000–2500 mm; porośnięta lasem równikowym, występują także drzewa iglaste.
Populacja wyspy wynosi ok. 180 tys. mieszkańców, jest silnie zróżnicowana etnolingwistycznie. Część grup etnicznych (m.in. Buli, Patani, Maba) to użytkownicy języków austronezyjskich, inne zaś (np. Galela, Tobelo, Sahu, Ternate) posługują się językami spoza tej rodziny. Regionalna lingua franca to malajski Moluków Północnych, w użyciu jest też język indonezyjski. 80% – muzułmanie, 20% – chrześcijanie. W latach 1999–2000 na wyspie miał miejsce krwawy konflikt między muzułmanami a chrześcijanami, który pochłonął tysiące ofiar. Uprawa ryżu, kukurydzy, sagowca, kawowca, palmy kokosowej, kauczukowca; eksploatacja lasów; wydobycie złota, rud niklu i kobaltu; rybołówstwo; turystyka. Główne miasta: Tobelo, Kao, Jailolo, Sofifi (nowo budowane jako stolica prowincji).
Od 1683 r. pod wpływem Holenderskiej Kompanii Wschodnioindyjskiej, w latach 1810–1814 należała do Brytyjczyków. W czasie II wojny światowej okupowana przez Japończyków, ważna baza japońskiego lotnictwa i floty (w zatoce Kao).